# Sint-Jacobuskapel (Herten)
De Sint-Jacobuskapel is een kapel in Herten in de Nederlands Midden-Limburgse gemeente Roermond. De kapel staat bij Hertenerweg 5 op een splitsing van de wegen Hertenerweg en Hondsbergje. Langs de kapel loopt een pelgrimsweg naar Compostella.
De kapel is gewijd aan de heilige Jakobus de Meerdere.

## Geschiedenis
Vroeger stond er op deze plaats reeds een kapel die was gewijd aan de heilige Anna.
In 2008 werd de kapel gebouwd door de familie Clout, vanwege de ligging aan de Camino naar Santiago de Compostela. Ook twee andere kapellen in de regio zijn daartoe gebouwd: Sint-Jacobuskapel en Thorn. Op 26 april 2008 werd de kapel ingezegend door deken mgr. dr.Th. Willemssen (deken van Roermond en prior van de Broederschap H. Jacobus de Meerdere, verbonden aan de Christoffelkathedraal te Roermond).

## Bouwwerk
De wit geschilderde bakstenen niskapel is opgetrokken op een rechthoekig plattegrond en wordt gedekt door een zadeldak met leien. De frontgevel wordt sierlijk bekroond met een hardstenen kroon (lijkend op klaveren ♣) met op de top een kruis. In de frontgevel bevindt zich de rondboognis die voorzien is van twee gelige aanzetstenen en een gelige sluitsteen met in reliëf een jakobsschelp. De nis wordt afgesloten met een hekje. Onder de nis is in de gevel een gevelsteen ingemetseld met daarin de tekst St. Jacobus A.D. MMVII.
Van binnen is de nis wit gestuukt met een beschilderde achterwand. In de nis staat er een keramisch Jacobusbeeldje en toont de heilige met in zijn rechterhand een pelgrimsstaf.